# Greatest Hits
Greatest Hits, letteralmente "I più grandi successi", è un'espressione inglese solitamente utilizzata come titolo per raccolte di successi di cantanti o gruppi musicali.
Tipicamente il greatest hits è per un artista o per un gruppo un momento importante e significativo della carriera. Può essere una sorta di summa di una particolare fase artistica, così come può derivare dalla necessità di un rilancio commerciale. Alcuni gruppi e artisti hanno potuto realizzarne più di uno nel corso della carriera.
Per aumentare l'attrattiva verso l'album, e specialmente verso coloro che possiedono già il materiale pubblicato, è pratica comune inserire nelle raccolte di successi remix di brani noti, brani nuovi (spesso pubblicati come singoli), che a loro volta possono ottenere un notevole successo. 
A volte in luogo di "greatest hits" si usa l'espressione "the best of" ("il meglio di"). In tal caso, in teoria, seguendo la traduzione letterale del termine, non sarebbe necessario che i brani abbiano avuto particolare successo come singoli nelle classifiche di vendita, ma si tratterebbe invece di una raccolta dei migliori risultati creativi a cui è giunto l'artista. Nella pratica, però, spesso le due espressioni vengono usate in modo equivalente.
Altre espressioni equivalenti sono il semplice "hits" ("successi"), "collection" ("raccolta"), che può essere anche "definitive" ("definitiva") o "ultimate" ("più recente"), "gold", "the essential" ("essenziale"), etc.
Alcuni degli album più venduti della storia sono proprio delle raccolte di grandi successi. Tra questi Their Greatest Hits (1971-1975) degli Eagles è il secondo disco più venduto negli Stati Uniti (29 milioni di copie). Lo stesso onore era spettato, prima di essere superato da altri dischi negli anni Novanta, a Greatest Hits  Volume I and II di Billy Joel (21 milioni di copie). Il greatest hits più venduto di tutti i tempi di un'artista femminile è The Immaculate Collection di Madonna (30 milioni di copie).
Altri greatest hits celebri sono, ad esempio, quello di Elton John, quello di Simon and Garfunkel, quello dei Red Hot Chili Peppers, i due volumi degli ABBA, i tre dei Queen e le raccolte rossa e blu dei Beatles e dei Take That.
Nella lista dei 150 album più venduti negli Stati Uniti secondo la RIAA, ben 16 contengono nel titolo l'espressione greatest hits e altri 10 sono comunque raccolte di successi.